# Champmol
Klasztor kartuzów Champmol – kartuzja położona w pobliżu Dijon, zachowana w stanie zniszczonym.
Klasztor został ufundowany w 1383 roku przez księcia burgundzkiego Filipa Śmiałego. Dla powstającej kartuzji dzieła wykonali późnogotyccy artyści, tacy jak malarze Jean de Beaumetz, Jean Malouel, Melchior Broederlam i rzeźbiarz Claus Sluter. Podczas rewolucji francuskiej kartuzi zostali wypędzeni, a budowla zniszczona. Obecnie mieści szpital psychiatryczny.
W Champmol zachowała się Studnia Patriarchów (Mojżesza) dłuta Clausa Slutera. Pierwotnie była jedynie cokołem pod kalwarię: stał na niej rzeźbiony krucyfiks, figury Maryi i św. Jana. W niszach studni stoi sześć posągów proroków, wśród nich Mojżesza. Drugim dziełem Slutera, ocalałym w Champmol, jest portal kościoła ze statuą Madonny (na trumeau) oraz grupami figur: Filipa Śmiałego ze św. Janem Chrzcicielem oraz Małgorzaty Flandryjskiej ze św. Katarzyną.
Dla klasztoru powstały także inne dzieła, obecnie przeniesione do muzeów: ołtarz z rzeźbami Jacques’a de Baerze i malowidłami Melchiora Broederlama (obecnie w Musée des Beaux-Arts w Dijon) i obraz Chrystus na krzyżu z modlącym się kartuzem Jeana de Beaumetza (obecnie w Cleveland Museum of Art).

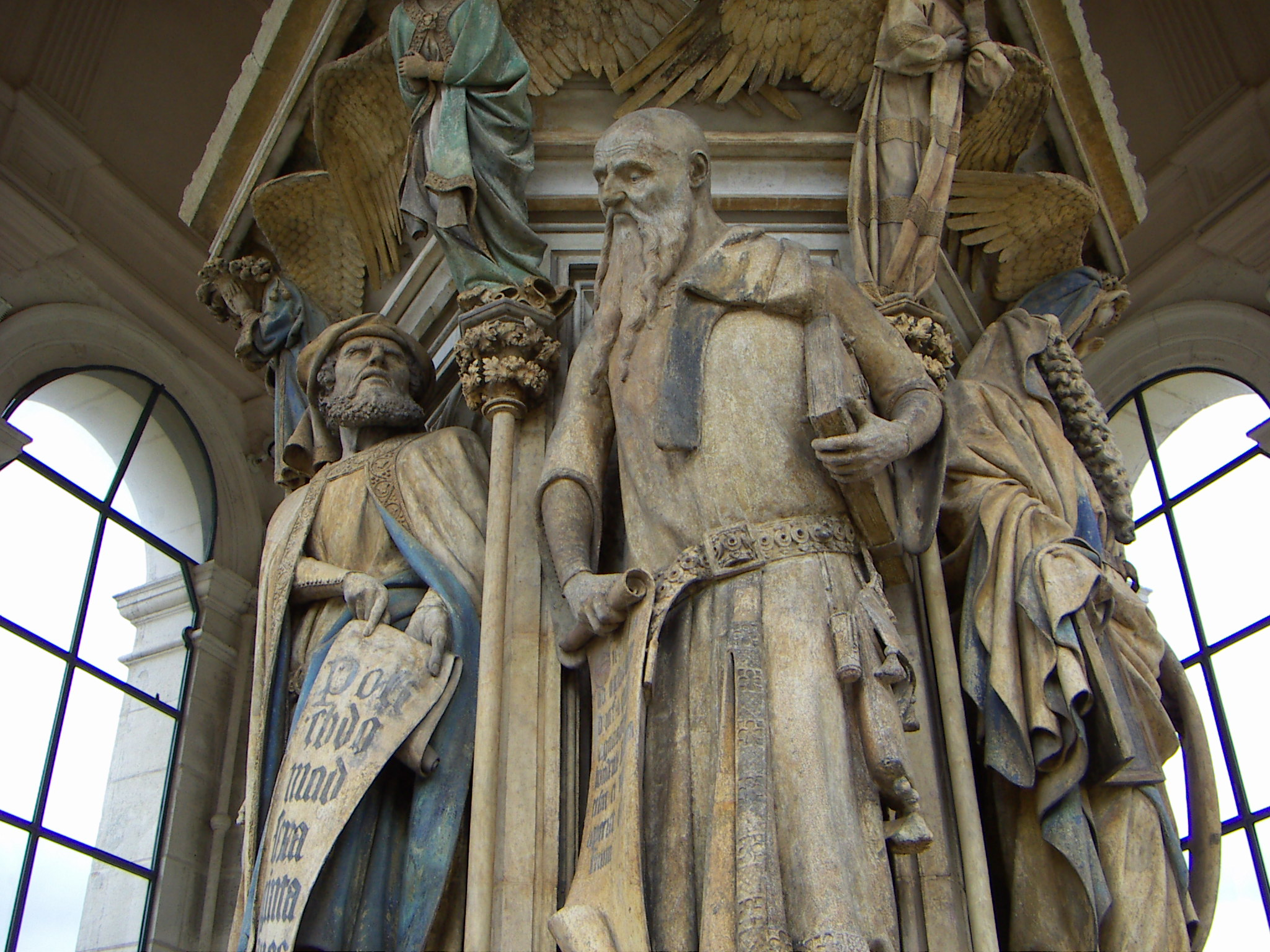
Studnia Mojżesza (fragment)
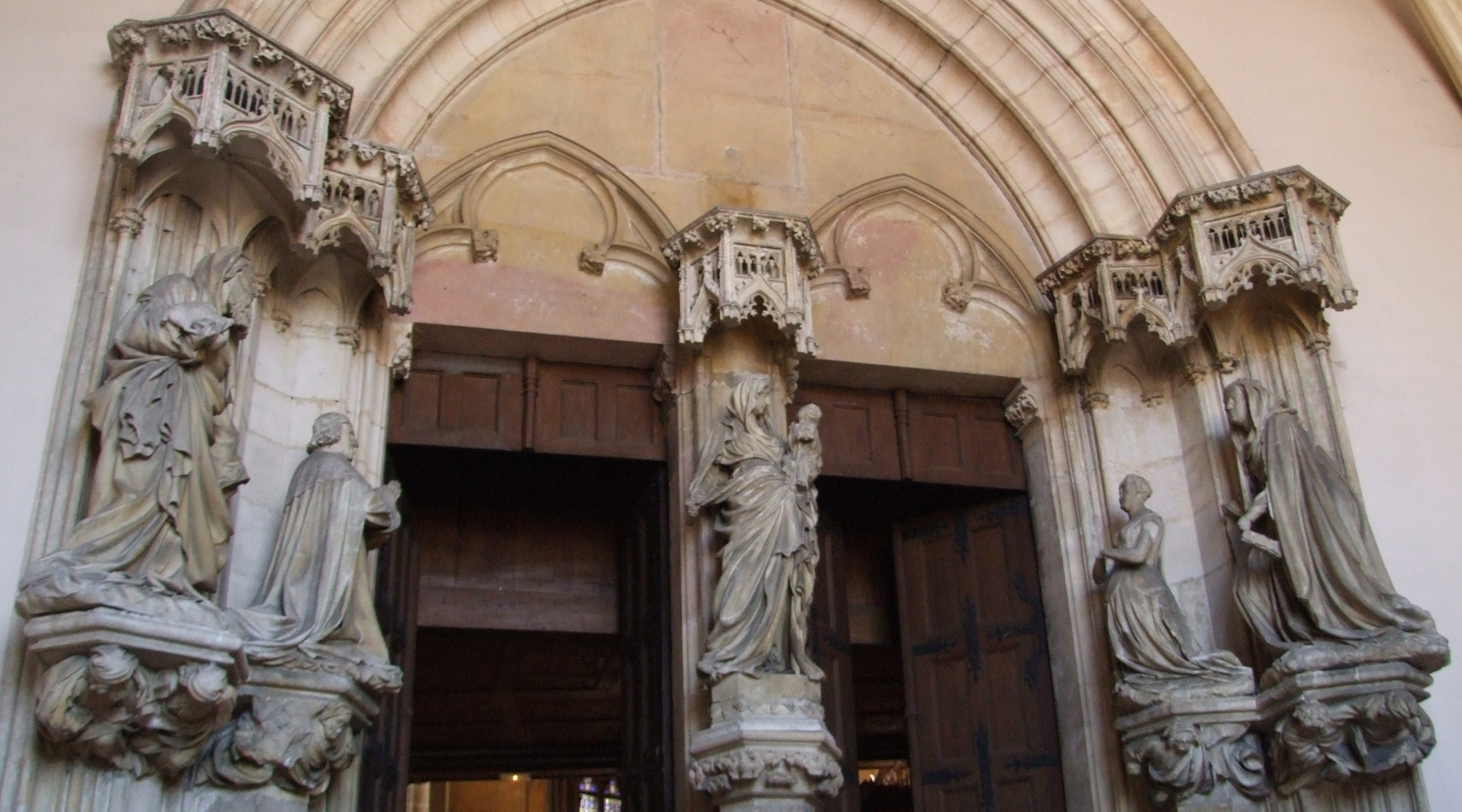
Portal